# Bojan Dubajić
Bojan Dubajić (Kirin Serbia: Бојан Дубајић; sinh 1 tháng 9 năm 1990 ở Novi Sad) là một cầu thủ bóng đá Serbia thi đấu cho Giải bóng đá ngoại hạng Belarus câu lạc bộ Gorodeya ở vị trí tiền đạo.